# I'm Only Sleeping
"I'm Only Sleeping" é uma canção da banda inglesa The Beatles, que apareceu pela primeira vez no seu álbum Revolver. Aceita-se que a música foi escrita por John Lennon, apesar de a autoria ser creditada a Lennon-McCartney. A canção é considerada única porque apresenta um solo duplo de guitarras ao contrário, feito por George Harrison, que depois foi adicionado eletronicamente à canção. O solo é consistente com o resto da música, porque Harisson por diversas vezes treinou para entrar na melodia correta.
Esse confuso e desconexo solo sugere que esta teria sido composta para descrever um estado de "viagem" por drogas. Além disso, "I'm Only Sleeping" diria, na verdade, para não "me acordar", já que a pessoa estaria em estado de euforia. Entretanto, o primeiro rascunho de Lennon para "I'm Only Sleeping", escrito atrás de uma carta em 1966, sugere que ele na verdade estava escrevendo sobre como é bom ficar na cama. De fato Lennon amava ficar na cama e quando ele não estava dormindo, ele sentava, lia ou assistia à televisão na cama.
Durante a primeira pausa da música, perto de 1:57 minuto, a quase inaudível voz (provavelmente de Lennon) pode ser escutada dizendo "Yawn, Paul" ("Boceje, Paul). Segundo isto, o som mais parecido com um bocejo de Paul pode ser ouvido próximo de 2 minutos.

## Músicos
- John Lennon: voz e violão
- Paul McCartney: baixo e vocal de apoio
- George Harrison: violão, guitarra solo gravada de trás para frente e vocal de apoio
- Ringo Starr: bateria